# Починок (Бабушкінський район)
Почи́нок (рос. Починок) — присілок у складі Бабушкінського району Вологодської області, Росія. Входить до складу Бабушкінського сільського поселення.

## Населення
Населення — 19 осіб (2010; 21 у 2002).
Національний склад (станом на 2002 рік):
- росіяни — 100 %